# Кучеров, Сергей Вячеславович
Серге́й Вячесла́вович Ку́черов (18 июля 1980, Тула) — российский трековый велогонщик, выступающий за сборную России в индивидуальном и командном спринте с 2001 года. Чемпион всероссийских первенств, многократный призёр этапов Кубка мира, участник двух летних Олимпийских игр. На соревнованиях представляет город Москву и спортивное общество «Динамо», мастер спорта международного класса.

## Биография
Сергей Кучеров родился 18 июля 1980 года в Туле, однако впоследствии переехал на постоянное жительство в Москву. Активно заниматься велоспортом начал в раннем детстве, проходил подготовку в училище олимпийского резерва № 2 и в школе высшего спортивного мастерства, тренировался под руководством таких специалистов как В. Соболев и П. Рыбин. Состоит в физкультурно-спортивном обществе «Динамо».
Впервые вошёл в состав российской национальной сборной в 2001 году. В 2008 году Кучеров удачно выступил на чемпионате России в Москве, прошедшем на велотреке в «Крылатском», выиграв бронзовую медаль в индивидуальном спринте и золотую в командном. Благодаря череде удачных выступлений удостоился права защищать честь страны на летних Олимпийских играх 2008 года в Пекине — в итоговом протоколе мужского командного спринта расположился на двенадцатой строке.
На чемпионате мира 2010 года в Копенгагене Кучеров показал двадцать восьмой результат в личном спринте и шестой в командном. При этом в период 2010—2012 неизменно удерживал титул чемпиона России в командном спринте, в 2011 году на различных этапах Кубка мира выиграл три медали (бронзовую в Москве, серебряную в Китае, золотую в Германии), а в 2012 году также стал чемпионом России в спринте индивидуальном. Будучи одним из лидеров сборной, прошёл квалификацию на Олимпийские игры в Лондон — на сей раз разместился на седьмой позиции в зачёте командного спринта. Кроме того, в этом сезоне с тремя партнёрами по команде одержал победу на этапе Кубка мира в Пекине.
После двух Олимпиад Кучеров остался в основном составе российской национальной сборной и продолжил принимать участие в крупнейших международных гонках. Так, в 2013 году он побывал на чемпионате мира в Минске, где занял в командном спринте пятое место. За выдающиеся спортивные достижения удостоен почётного звания «Мастер спорта России международного класса».